# سعید زینالی
سعید زینالی (زادهٔ ۳۱ شهریور ۱۳۵۵) دانشجوی ایرانی از دانشگاه تهران بود که در ۲۳ تیر ۱۳۷۸ در جریان حمله به کوی دانشگاه تهران توسط نیروهای سرکوب‌گر نظام جمهوری اسلامی ایران در خانه خود بازداشت شد و دستکم تا سال ۱۳۸۱ در زندان اوین تهران زندانی بود. سه ماه پس از دستگیری به او اجازه داده شد با خانواده‌اش تماس تلفنی برقرار کند. اما از آن زمان خبری از او در دست نیست. نیروهای امنیتی و مسئولان زندان اوین از انتشار هرگونه اطلاعاتی در مورد وی خودداری می‌کنند. وی فارغ‌التحصیل رشتهٔ کامپیوتر بود.

## مفقود الاثری
نهادهای امنیتی پس از پیگیری‌های خانواده وی حفاظت اطلاعات سپاه را عامل بازداشت وی اعلام کردند. اما آن نهاد نیز پاسخی پیرامون سرنوشت وی ارائه نکرد. احمد باطبی به خانواده وی گفته که صدای او را در جریان بازجویی‌ها شنیده است. ده سال پس از ناپدید شدن او، مادرش، اکرم نقابی در نامه‌ای خواستار آن شد که در صورت کشته شدن پسرش دست کم محل دفن وی را اعلام کنند.
در ۱۸ تیر ۱۳۹۲ اکرم نقابی در گفتگو با بی‌بی‌سی فارسی گفت در دیداری که با علیرضا آوایی، رئیس کل دادگستری استان تهران داشته است از او قول مساعد گرفته است که از سرنوشت پسرش اطلاع یابد. به گفته نقابی به رغم اینکه پسرش چند ماه پس از بازداشت با او تماس تلفنی گرفته مقام‌های قوه قضائیه تا مدتی این را که او بازداشت شده بوده نمی‌پذیرفته‌اند. اما پس از پیگیری‌هایی سرانجام گفته‌اند که او در بازداشت بوده است. به نقابی گفته شده که فرزندش دست کم تا سال ۱۳۸۱ در زندان اوین بوده است. نقابی می‌گوید به غیر از او چندین خانواده دیگر نیز پیگیر وضعیت فرزندانشان بوده‌اند که در اعتراضات ۱۸ تیر ۱۳۷۸ مفقود شده بودند. او می‌گوید دست کم پنج خانواده دیگر تا چند سال پیش پیگیر وضعیت فرزندانشان بوده‌اند که به دلایل نامعلومی دیگر این کار را رها کرده‌اند.
غلامحسین محسنی اژه‌ای، معاون اول قوه قضائیه ایران، در سال ۱۳۹۴ در کنفرانس خبری گفت: «این اتفاق بسیار می‌افتد و ما هم قبول داریم و حتی ممکن است تا مدتی پیدا نشود. اما تا جایی که بنده خبر دارم و با پیگیری‌هایی که انجام گرفته و همچنین بنابر شواهد و قرائن، هیچ مدرکی مبنی بر این بازداشت در اختیار نیست و من در همان زمان پیگیری‌های بسیاری از سیستم اطلاعاتی، نیروی انتظامی، بازداشتگاه و دیگر نهادها انجام دادم و هیچ مدرکی مبنی بر بازداشت وی حاصل نشد.»
اما مادر سعید زینالی می‌گوید: «از دادستانی، اوین، بازداشتگاه توحید تماس گرفتند و گفتند بچه شما امنیتی بوده بازداشت شده؛ از امنیت اوین تماس گرفتند و یک سری سؤال دربارهٔ سعید پرسیدند. مثلاً اینکه سعید با رادیوهای بیگانه صحبت کرده است یا نه یا اینکه با دوستانش در تماس بوده است یا خیر.» مادر سعید زینالی با اشاره به تنها تماس فرزندش در زمان بازداشت گفت: «سعید دو یا سه ماه بعد از بازداشت از زندان تماس گرفت، گفت من خوب هستم و دنبال کارهایم باشید. بعد از آن هیچ خبری از پسرم ندارم.» نقابی با تأکید بر اینکه در طول این سال‌ها به بسیاری از نهادها نامه نوشته است گفت: «به هر کجا رسیدم، پرونده‌ام بایگانی شد. توقعم از آقای اژه‌ای این بود که مدرکی نشان دهد که بچه من بازداشت شده یا کشته شده یا قبری دارد. زمانی که به دلیل پیگیری پرونده پسرم بازداشت شدم. به من گفتند بعد از ۱۲ سال دنبال استخوان آمدی؟»
در تیر ۱۴۰۳ بهناز زینالی خواهر کوچک سعید گفت که کم‌کم به به این باور رسیدند که سعید زنده نیست و اگر زنده بود برای رسوا کردن خانواده هم که شده او را به آنها نشان می‌دادند: «ولی همیشه در نهایت حتی اگر عقل و منطق هم بگوید سعید زنده نیست، کورسوی امید در دل ما نمی‌میرد».

## دستگیری اعضای خانواده
مادر او یک بار به دلیل مصاحبه با صدای آمریکا و یک بار دیگر به دلیل شرکت در جمع مادران عزادار در پارک لاله دستگیر و زندانی شده است.
مادر و خواهر زینالی (الناز) یکبار در ۱۷ مهر ۱۳۸۹ به اتهام فعالیت علیه نظام دستگیر و بعد از ۱۳ روز خواهرش با قرار کفالت و مادرش با قرار وثیقه از زندان آزاد شدند. هاشم زینالی، پدر سعید زینالی که در تجمعی در مقابل زندان اوین دستگیر شد توسط شعبه ۱۰۶۰ دادگاه کیفری دوم تهران به ۹۱ روز حبس تعزیری و ۷۴ ضربه شلاق محکوم شد. در ۳۰ آبان ۱۳۹۳ پدر سعید بازداشت و با قرار وثیقه ۵۰۰ میلیون تومانی آزاد شد. وی اعلام کرد که در مدت بازداشت در بند ۲ الف سپاه از او خواسته‌اند سرنوشت فرزندش را پیگیری نکند.

## واکنش‌ها
در ۱۸ تیر ۱۳۹۹ عفو بین‌الملل پس از ۲۱ سال خواهان مشخص کردن وضعیت سعید زینالی دانشجوی بازداشتی شد و در توئیتر خود نوشت: «دو دهه از ناپدیدسازی قهری فعال دانشجویی سعید زینالی می‌گذرد. عفو بین‌الملل در کنار خانواده رنج‌دیده او برای تحقق حقیقت و عدالت می‌ایستد.»